# 天主教彼得罗波利斯教区
天主教彼得羅波利斯教區（拉丁語：Dioecesis Petropolitana），是巴西一個天主教教區，位於里約熱內盧州中部，屬尼泰羅伊總教區。
教區成立於1946年4月13日，2004年有教友595,000人，佔總人口78.3%。有卅七個堂區、司鐸113人。現任教區主教為額我略·派尚·涅托。